# W Hotels
W Hotels, W Hotels Worldwide – amerykańska sieć hotelowa należąca do Marriott International. Do sieci należą 63 hotele z łącznie 17 650 pokojami (31 grudnia 2021).

## Historia
Sieć powstała w 1998 przez przejęcie dawnego hotelu Doral Inn w Nowym Jorku. Początkowo hotele W powstawały po adaptacji już istniejących hoteli należących do sieci Starwood Hotels and Resorts Worldwide. Sieć szybko powiększała liczbę swoich nieruchomości w Stanach Zjednoczonych, obecnie koncentruje się głównie na ekspansji zagranicznej.
W 2008 otworzono pierwszy hotel W w Europie w Stambule, w Turcji. Następny powstaje rok później w październiku w Barcelonie. Jest to 26-piętrowy budynek widzialny z każdego miejsca w mieście. Do najbardziej znaczących nieruchomości sieci należy 62-kondygnacyjny W Mumbai w Mumbaju, w Indiach znany również jako Namaste Tower.
Lobby we wszystkich hotelach znane są jako „salon”, w których panuje przyjazna atmosfera. W Hotels stara się w miarę możliwości umieszczać literę W np. baseny nazywane są „Wet” (ang. mokry), konsjerże używają sloganu „Whatever/Whenever” (ang. cokolwiek/kiedykolwiek), recepcje nazwane są „Welcome” (ang. Witamy).

## Hotele
Do sieci należy 69 hoteli na całym świecie, w tym jedenaście hoteli w Europie. W Polsce hotele W nie występują (17 kwietnia 2020).

### Ameryka Południowa
- Chile

- W Santiago

- Kolumbia

- W Bogota

### Ameryka Północna
- Kanada

| • W Montreal | • W Toronto |

- Stany Zjednoczone

- Arizona

- W Scottsdale

- Kalifornia

| • W Hollywood | • W Los Angeles – West Beverly Hills | • W San Francisco |

- Kolorado

| • The Sky Residences At W Aspen | • W Aspen |

- Floryda

| • W Fort Lauderdale | • W Miami | • W South Beach |

- Georgia

- W Atlanta – Downtown

- Illinois

| • W Chicago – City Center | • W Chicago – Lakeshore |

- Luizjana

- W New Orleans – French Quarter

- Massachusetts

- W Boston

- Minnesota

- W Minneapolis – The Foshay

- New Jersey

- W Hoboken

- Nowy Jork

| • W New York – Times Square | • W New york – Union Square |

- Pensylwania

- W Philadelphia

- Teksas

| • W Austin | • W Dallas – Victory |

- Tennessee

- W Nashville

- Waszyngton

| • W Bellevue | • W Seattle |

### Ameryka Środkowa & Karaiby
- Kostaryka

- W Costa Rica – Reserva Conchal

- Meksyk

| • W Mexixo City | • W Punta De Mita |

- Panama

- W Panama

### Australia & Oceania
- Australia

| • W Brisbane | • W Melbourne | • W Sydney |

### Azja
- Chiny

| • W Changsha  | • W Hong Kong           | • W Taipei |
| • W Chengdu   | • W Shanghai – The Bund | • W Xiamen |
| • W Guangzhou | • W Suzhou              | • W Xi’an  |

- Indie

- W Goa

- Indonezja

- W Bali – Seminyak

- Japonia

- W Osaka

- Malediwy

- W Maldives

- Malezja

- W Kuala Lumpur

- Singapur

- W Singapore – Sentosa Cove

- Tajlandia

| • W Bangkok | • W Koh Samui |

### Bliski Wschód
- Jordania

- W Amman

- Katar

- W Doha

- Oman

- W Muscat

- Zjednoczone Emiraty Arabskie

| • W Abu Dhabi – Yas Island | • W Dubai – Mina Seyahi | • W Dubai – The Palm |

### Europa
- Grecja: Pylos-Nestoras, W Costa Navarino
- Hiszpania: Barcelona, W Barcelona; Ibiza, W Ibiza
- Niderlandy: Amsterdam, W Amsterdam
- Portugalia: Albufeira, W Algarve, W Residences Algarve
- Szwajcaria: Verbier, W Verbier
- Turcja: Stambuł, W Istanbul
- Węgry: Budapeszt, W Budapest
- Wielka Brytania: Londyn, W London
- Włochy: Rzym, W Rome